# Parrott (Georgia)
Parrott – miasto w Stanach Zjednoczonych, w stanie Georgia, w hrabstwie Terrell.